# پل کنستانتین (دانوب)
پل کنستانتین (بلغاری: Константинов мост) یک پل رومی بر روی رود دانوب بود که برای تسخیر مجدد داکیه (استان روم) استفاده می‌شد. در سال ۳۲۸ پس از میلاد تکمیل شد و به مدت چهار دهه مورد استفاده قرار گرفت. رسماً در ۵ ژوئیه ۳۲۸ پس از میلاد در حضور امپراتور کنستانتین بزرگ افتتاح شد. پل کنستانتین با طول کلی ۲۴۳۴ متر (۷۹۸۶ فوت)، ۱۱۳۷ متر (۳۷۳۰ فوت) که بر بستر رودخانه دانوب می‌گذشت، پل کنستانتین طولانی‌ترین پل رودخانه اروپای دوران باستان و یکی از طولانی‌ترین پل‌ها در نظر گرفته می‌شود.